# Alfred Newman
Alfred Newman (17. března 1900, New Haven – 17. února 1970, Los Angeles) byl americký hudební skladatel židovského původu. Proslul především filmovou hudbou. Získal za ni devět Oscarů a 45krát byl na Oscara nominován, což byl mezi skladateli rekord do roku 2006, kdy ho překonal John Williams.

## Život
Alfred Newman se narodil jako nejstarší z deseti dětí v New Haven v Connecticutu do rodiny ruských židovských emigrantů, kteří do Spojených států přišli krátce před Alfredovým narozením. Ačkoli mnoho zdrojů prosazuje jako Newmanův rok narození 1901, muzikolog Fred Steiner prokázal, že se narodil již roku 1900. Jeho otec byl obchodník, matka zůstala v domácnosti a pečovala o rodinu. Jako pětiletý se Alfred začal učit hrát na klavír a bral lekce. Již tehdy se projevilo jeho nadání pro klavír.
Byl žákem Sigismunda Stojowského, Alexandera Lamberta či Rubina Goldmarka. V devatenácti se na plný úvazek stal dirigentem na Broadwayi. V roce 1930 ho Irving Berlin pozval do Hollywoodu. Záhy mu filmový magnát Samuel Goldwyn nabídl smlouvu. Roku 1931 ho požádal Charlie Chaplin o hudbu pro film Světla velkoměsta, později pro Chaplina dělal hudbu i ke snímku Moderní doba. Roku 1934 bral lekce u Arnolda Schoenberga, který tehdy emigroval do USA. V roce 1938 získal svého prvního Oscara, a to za film Alexander's Ragtime Band. Pro cenu akademie si šel ještě osmkrát (Tin Pan Alley, 1940; The Song of Bernadette, 1943; Mother Wore Tights, 1947; With a Song in My Heart, 1952; Call Me Madam, 1953; Love Is a Many-Splendored Thing, 1955; The King and I, 1956; Camelot, 1967). V roce 1940 podepsal smlouvu u 20th Century Fox, pro něž pak komponoval 20 let. Pro toto studio také složil fanfáry, které se užívají v jeho znělce dodnes. Po roce 1960 působil jako volný skladatel, tvořil až do posledních dnů. Celkem napsal hudbu ke dvěma stovkám filmů.